# Török Károly (néprajzkutató)
Török Károly (Hódmezővásárhely, 1843. október 28. – Hódmezővásárhely, 1875. május 12.) etnográfus, költő, népdalgyűjtő, népmesegyűjtő, földhitelintézeti hivatalnok.

## Életútja
Török István és Sarkadi Mária iparos szülők fia. Csizmadia apja előbb elszegődtette kanásznak; miután tanulási hajlama jelentkezett, 1859-ben szülővárosában a református gimnáziumba adta. 1867 nyarán a pesti egyetemre ment jogot tanulni. Sok nyomorral küzdött, míg Arany László támogatásával a magyar földhitelintézetnél szerény hivatalt nyert. 1875 tavaszán súlyos betegen anyja hazavitte. Tüdővészben hunyt el fiatalon. Sírja a Dilinka temetőben található. 
Népismertető cikkeket írt Arany Koszorújába és a Vasárnapi Ujságba (1867-68., 1875.); cikke a Magyar Sajtóban (1865. 31-38. sz. A magyar gyermekdalokról). Népköltészeti gyűjteményét a Kisfaludy-Társaság adta ki 1871-ben mint az Újabb népköltészeti gyűjtemény II. kötetét. 
Jegye: T-k K-ly (a Vasárnapi Ujságban).

## Emlékezete
Szülővárosában utca viseli a nevét, a Református Bethlen Gábor Gimnázium panteonjában Gyurcsek Ferenc által készített dombor portréja áll. 1975-ben a Visszhang utcában emléktáblát avattak, ami a szülőházát jelölte meg, az azonban eltűnt. 

## Munkái
- Csongrádmegyei gyűjtés (Magy. Néprajzi Gyűjt. II., Pest, 1872)
- Török Károly munkái. Kiadják barátai. Szeged, 1876. (Költemények, egy genrekép és elbeszélés. Életrajzával Reiniger Jakabtól).